# Unreal Championship
Unreal Championship, o UC è un videogioco sparatutto in prima persona sviluppato da Epic Games e Digital Extremes. È stato pubblicato da Infogrames e distribuito dal 12 novembre 2002 per Xbox. Si tratta, essenzialmente, della versione console di Unreal Tournament e di Unreal Tournament 2003 (realizzato in contemporanea), creato in modo da sfruttare il servizio Xbox Live di Microsoft.

## Modalità di gioco
- deathmatch
- deathmatch a squadre
- cattura la bandiera
- Double Domination: occorre dominare una determinata parte della mappa, sostando un certo periodo vicino ad appositi indicatori.
- Survival: deathmatch 1 contro 1, dove il vincitore rimane in gioco finché non perde.
- Bombing Run: una particolare versione del football americano.

## Armi
- Translocator
- Shield Gun
- Assault Rifle
- BioRifle 2.0
- Shock Rifle
- Charge Thermo Laser Pistol PSI-5
- Link
- Minigun
- Sniper Rifle
- Grenade Launcher
- Flak Cannon 3.0
- Rocket Launcher
- Lightning Gun
- T.A.G Rifle / Ion Cannon
- Punisher (Redeemer)

## Differenze fraUT2003eUnreal Championship
Unreal Championship
- Possiede differenti video introduttivi e finali.
- Il giocatore deve sconfiggere anche il suo team per diventare campione.
- I personaggi possiedono statistiche differenti a seconda della loro razza di appartenenza.
- I personaggi hanno i nomi differenti rispetto a UT2003.
- È supportato il force feedback.
- Alcuni effetti grafici sono stati alleggeriti o eliminati.
- Ridotta la qualità dell'audio.
- Non c'è il Redeemer fra le armi.

Unreal Tournament 2003
- Maggior numero di personaggi.
- Qualità grafica migliore e opzioni multiple per adattarla a computer meno performanti.
- Il giocatore deve sconfiggere Malcolm per diventare campione.
- Alcuni modelli delle armi sono differenti.